# Wayne D. Overholser
Wayne D. Overholser, född 4 september 1906 i Pomeroy i Washington, död 27 augusti 1996 i Boulder i Colorado, var en amerikansk författare som skrev westernromaner främst under eget namn men även under pseudonymerna John S. Daniels, Dan J. Stevens och Joseph Wayne, vilka var kombinationer av hans tre söners namn, samt under pseudonym Emmett J Powell. Ibland användes även pseudonymerna Lee Leighton och Joseph Wayne i samarbete med Lewis B. Patten.
Spur Award för årets bästa västernroman började utdelas 1953. Första året vann Overholser med Law man och 1954 vann han priset med The violent land. Wayne D. Overholsers son Stephen Overholser skulle sedan vinna Spur Award för bästa västernroman 1974.
Law man filmatiserades 1956 som Star in the dust (Med lagens rätt) av regissören Charles Haas. Cast a long shadow filmatiserades 1959 under samma titel (Den långa skuggan) av regissören Thomas Carr.
I Sverige utgavs flera av Wayne D. Overholser böcker av Wennerbergs Förlag i serier som Prärie och Pyramidböckerna.